# Kevin Geudens
Kevin Geudens, né le 2 janvier 1980 à Geel, est un footballeur belge. Il évolue actuellement au FCO Beerschot Wilrijk comme milieu défensif.